# Laemodonta exigua
Laemodonta exigua is een slakkensoort uit de familie van de Ellobiidae. De wetenschappelijke naam van de soort is voor het eerst geldig gepubliceerd door H. Adams.